# Raión de Veliki Ústiug
El raión de Veliki Ústiug (ruso: Великоу́стюгский райо́н) es un distrito administrativo (raión) ruso perteneciente a la óblast de Vólogda. Se ubica en el noreste de la óblast. Su capital es Veliki Ústiug. Desde 2022, su autogobierno local toma la forma de ókrug municipal, de forma que todo el territorio está gobernado por un solo ayuntamiento con sede en Veliki Ústiug. Sin embargo, a efectos de desconcentración administrativa de los órganos federales y de la óblast, la parte urbana del raión no forma parte del mismo, formando a tales efectos Veliki Ústiug una unidad territorial urbana directamente subordinada a la óblast, territorio administrativo que incluye la ciudad de Veliki Ústiug y, a algunos efectos, también la ciudad de Krasávino y el asentamiento de tipo urbano de Kúzino.
En 2023, el ókrug municipal tenía una población de 49 825 habitantes, de los que 34 527 viven en las tres localidades urbanas con estatus administrativo especial y 15 298 en el territorio rural propio del raión administrativo. El raión es limítrofe al norte con la óblast de Arcángel y al este con la óblast de Kírov.

## Subdivisiones
El ókrug municipal incluye un total de 409 localidades. Antes de 2022, funcionaba como raión municipal, subdividiéndose a efectos de autogobierno local en dieciséis ayuntamientos, de los cuales tres eran urbanos (Veliki Ústiug, Krasávino y Kúzino) y los restantes eran los siguientes trece asentamientos rurales:
- "Verjnevarzhenskoye" (con sede en Miakinnitsyno)
- "Zarechnoye" (con sede en Áristovo)
- "Krasavinskoye" (con sede en Vasílyevskoye)
- Lomovatka
- "Mardengskoye" (con sede en Blagovéshchenye)
- "Opokskoye" (con sede en Poldarsa)
- "Orlovskoye" (con sede en Chernevo)
- "Samotovinskoye" (con sede en Novátor)
- Súsolovka
- Teplogorye
- "Tregubovskoye" (con sede en Morozovitsa)
- Ust-Alekséyevo
- Yúdino

Los ayuntamientos de las dos ciudades incluían como pedanías localidades rurales, que a todos los efectos siempre se han considerado parte del raión. Actualmente, se conserva una división en veinte unidades administrativas rurales (sin ayuntamiento propio, solamente con fines de desoncentración administrativa), que llevan el nombre tradicional de selsoviet y coinciden con la parte rural del extinto mapa municipal excepto en los siguientes puntos:
- Verjniaya Shardenga forma un selsoviet separado de Ust-Alekséyevo
- "Viktorovo", "Parfiónovski", "Pokrovski" y "Shemogodski" forman cada uno un selsoviet separado de "Zarechnoye"
- "Nizhneyerogodski" forma un selsoviet separado de "Mardengskoye"
- "Nizhneshardengski" forma un selsoviet separado de "Tregubovskoye"
- "Krasavinskoye" incluye las pedanías rurales de Krasávino
- Yúdino incluye la pedanía rural de Veliki Ústiug